# Ablabys
Ablabys, rod morskih riba porodice Tetrarogidae, red Scorpaeniformes. Obuhvaća tri vrste koje žive u Indijskom oceanu i zapadnom Pacifiku.
Maksimalna dužinah ovih riba je do 20 centimetara.
1. Ablabys binotatus (Peters, 1855)
2. Ablabys macracanthus (Bleeker, 1852)
3. Ablabys taenianotus (Cuvier, 1829)

## Vanjske poveznice
|  | Zajednički poslužitelj ima još gradiva o temi Ablabys |
|  | Wikivrste imaju podatke o taksonu Ablabys             |

- Ablabys macracanthus
- Ablabys taenianotus
- Ablabys taenianotus